# Integrated Motor Assist

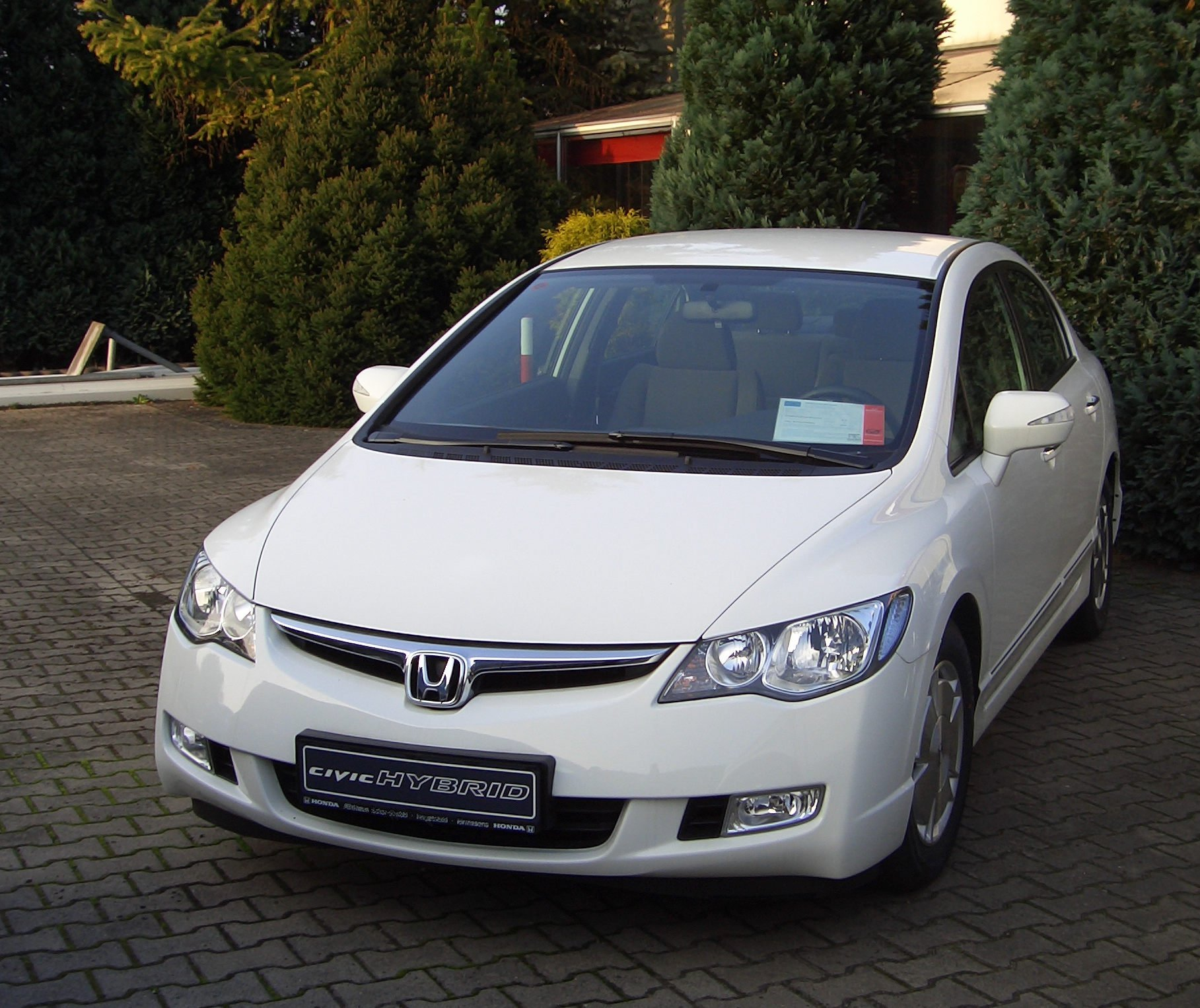
Honda Civic Hybrid 2007, 4е поколение IMA

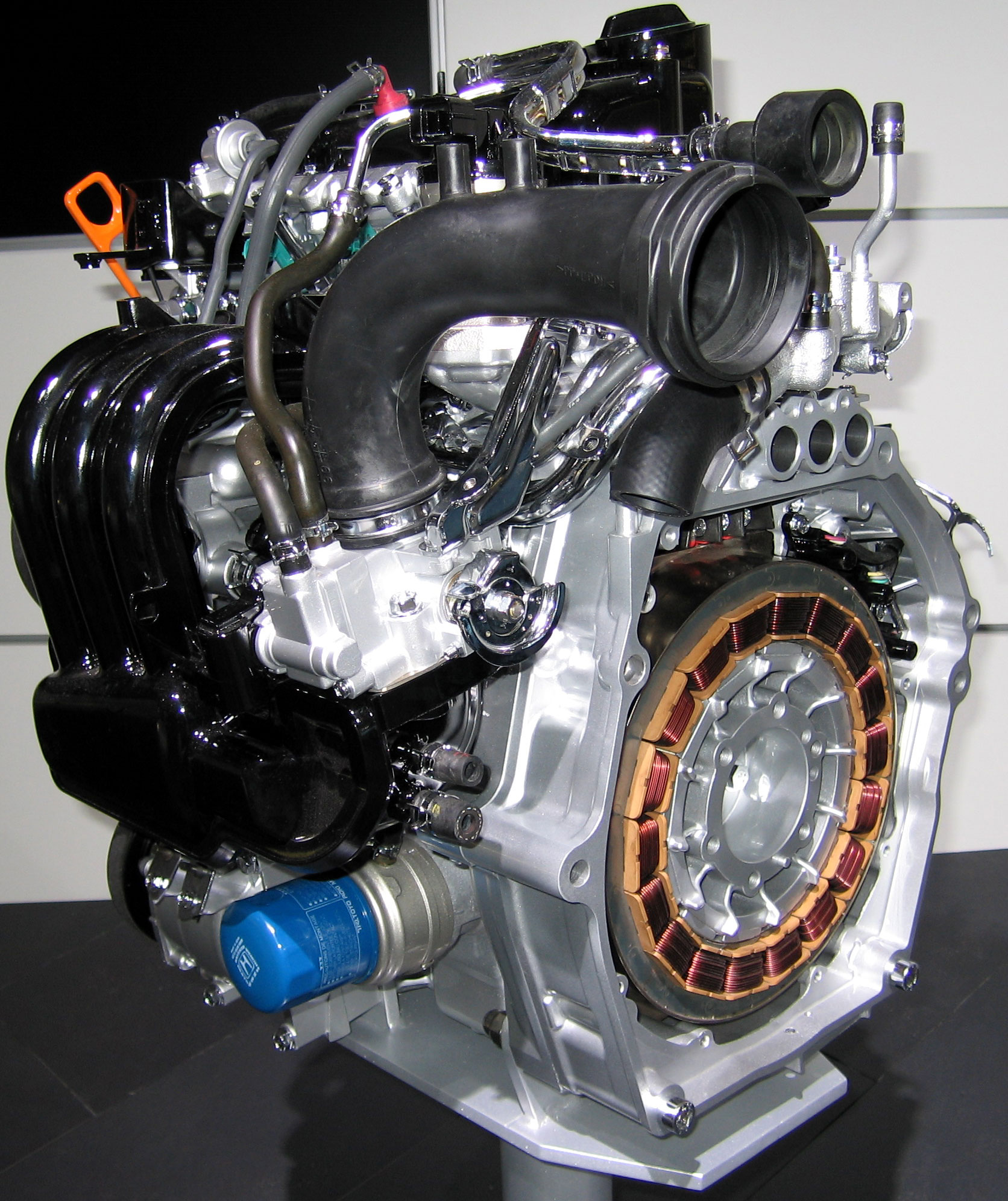
Honda Insight IMA, 1999

Integrated Motor Assist — технология гибридного (бензино-электрического) двигателя, представленная фирмой Honda в 1999 году на модели Honda Insight.
На сегодняшний день (2007) это вторая (после тойотовской HSD 1997-…) и последняя технология гибридных двигателей, используемая в серийном производстве легковых автомобилей.
Технология Ford лицензирована у Toyota.
На 2009 год Honda планирует новую бензин-электро модель,
полностью отдельную, подобно Prius,
а не гибридную модификацию 
старых бензиновых моделей.

## Автомобили с IMA
- Honda J-VX (1997 Concept car)
- Honda Insight (1999—2006)
- Honda Dualnote (2001 Concept car)
- Honda Civic Hybrid (2003—)
- Honda Accord Hybrid (2005—2007)
- Honda CR-Z (2010—2016)
- Honda Fit/Jazz Hybrid (2010—н. в.)